# 15-й армійський корпус (США)
XV ко́рпус а́рмії США (англ. XV Corps (United States) — військове об'єднання, армійський корпус армії США часів Другої світової війни.

## Командування

### Командири
- генерал-лейтенант Вейд Гейсліп (англ. Wade H. Haislip) (лютий 1943 — червень 1945);
- генерал-майор Вальтер Мелвілл Робертсон (англ. Walter M. Robertson) (червень 1945 — березень 1946).